# Мануфактурный совет
Мануфакту́рный сове́т — совещательный орган при Департаменте мануфактур и внутренней торговли Министерства финансов Российской империи.

## История

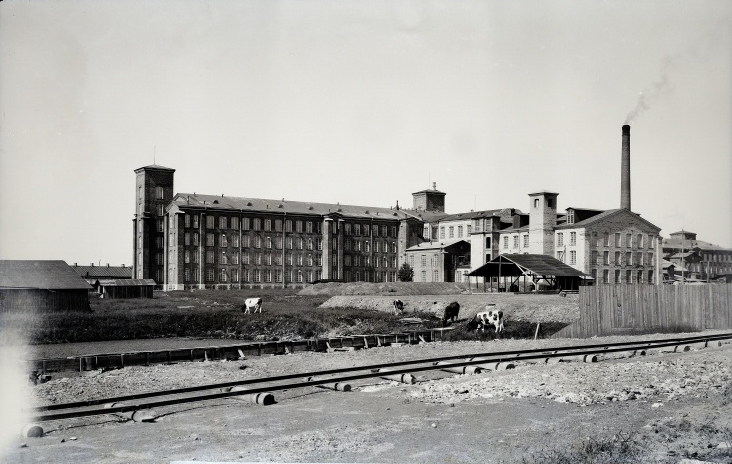
Балтийская мануфактура

Был учреждён 11 (23) июля 1828 года при министре финансов Е. Ф. Канкрине. В состав совета, который формировался министром финансов, включались известные фабриканты и заводчики (не менее чем по шести от дворянства и купечества), два профессора по химии и механики и один технолог. Совет находился в Петербурге, но также были отделения в Москве (при комитете снабжения войск сукнами) и комитеты в других крупных губернских городах, где находилось много фабрик.
После слияния с Коммерческим советом, 7 июня 1872 года был образован Совет торговли и мануфактур. В состав Совета (24 члена, председатель – товарищ министра) по должности входили директора и вице-директора департаментов торговли и мануфактур, горного и таможенных сборов Министерства финансов, а также предприниматели, учёные, лица, обладавшие «познаниями по части торговли и промышленности». Члены Совета утверждались императором по представлению министра сроком на 4 года; половина состава каждые два года обновлялась. С 1905 года находился при Министерстве торговли и промышленности. 
Первым председателем Московского отделения стал барон А. К. Мейендорф, затем — Л. М. Самойлов, за ним — С. Г. Строганов (с 1835).
На мануфактурный совет было возложено делопроизводство по выдаче привилегий на новые открытия и изобретения. Совет проверял, описан ли предмет, на который устанавливается привилегия, с надлежащей точностью, ясностью и полнотой, не выдавалась ли на этот предмет раньше кому-нибудь другому привилегия и не содержится ли в нём чего-либо вредного или опасного. Определив срок действия привилегии в соответствии с положением той отрасли промышленности, к которой изобретение относится, Совет представлял предложение министру финансов по привилегии, которая выдавалась с многозначительным подзаголовком: «По указу Его Императорского Величества». Если Совету становилось известно, что изобретение уже описано или где-либо уже употребляется, проситель получал отказ. Об этом сообщалось в «Правительственном вестнике» и в «Ведомостях» обеих столиц.

## Члены мануфактурного совета
- Л. И. Штиглиц
- В. А. Всеволожский (с 1828)
- Ф. В. Самарин (с 1829)
- К. Х. Рейссиг (с 1834)
- А. Н. Бахметев (с 1836)
- Е. П. Ковалевский (1837—1839)
- Н. В. Всеволожский (с 1839)
- А. А. Бобринский
- Н. Н. Зинин (с 1848)
- Р. Г. Гейман (с 1852)
- Б. Н. Юсупов
- К. Ф. Бутенёв (1857)
- А. И. Хлудов (с 1859)
- Б. С. Якоби
- Г. П. Небольсин (1872)
- И. И. Боргман (с 1888)